# Хотин (Шпанівська сільська громада)
Хоти́н — село в Україні, в Рівненському районі Рівненської області. Населення становить 604 особи.

## Відомі люди

### Народились
- Прончук Тарас Вікторович (1997—2017) — молодший сержант Збройних сил України, морській піхотинець, учасник російсько-української війни, псевдо «Людоїд».

Поховані
- Оскілко Володимир Пантелеймонович (1892—1926) — український військовий і громадський діяч часів УНР, отаман, генерал-хорунжий Армії УНР, командувач Північної групи військ Директорії, командувач Північно-Західного проти більшовицького фронту.

## Світлини

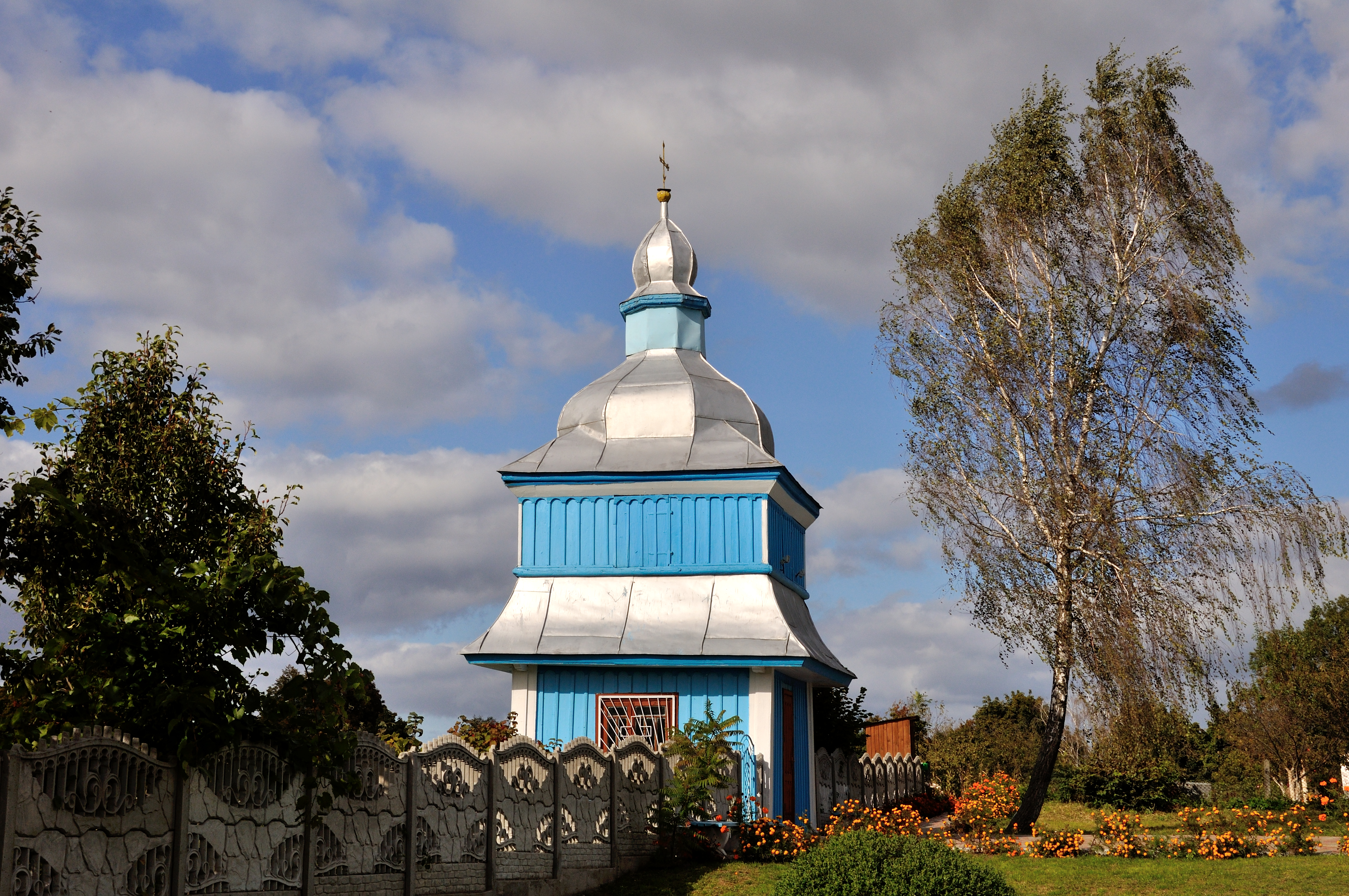
Дзвіниця (мур.)
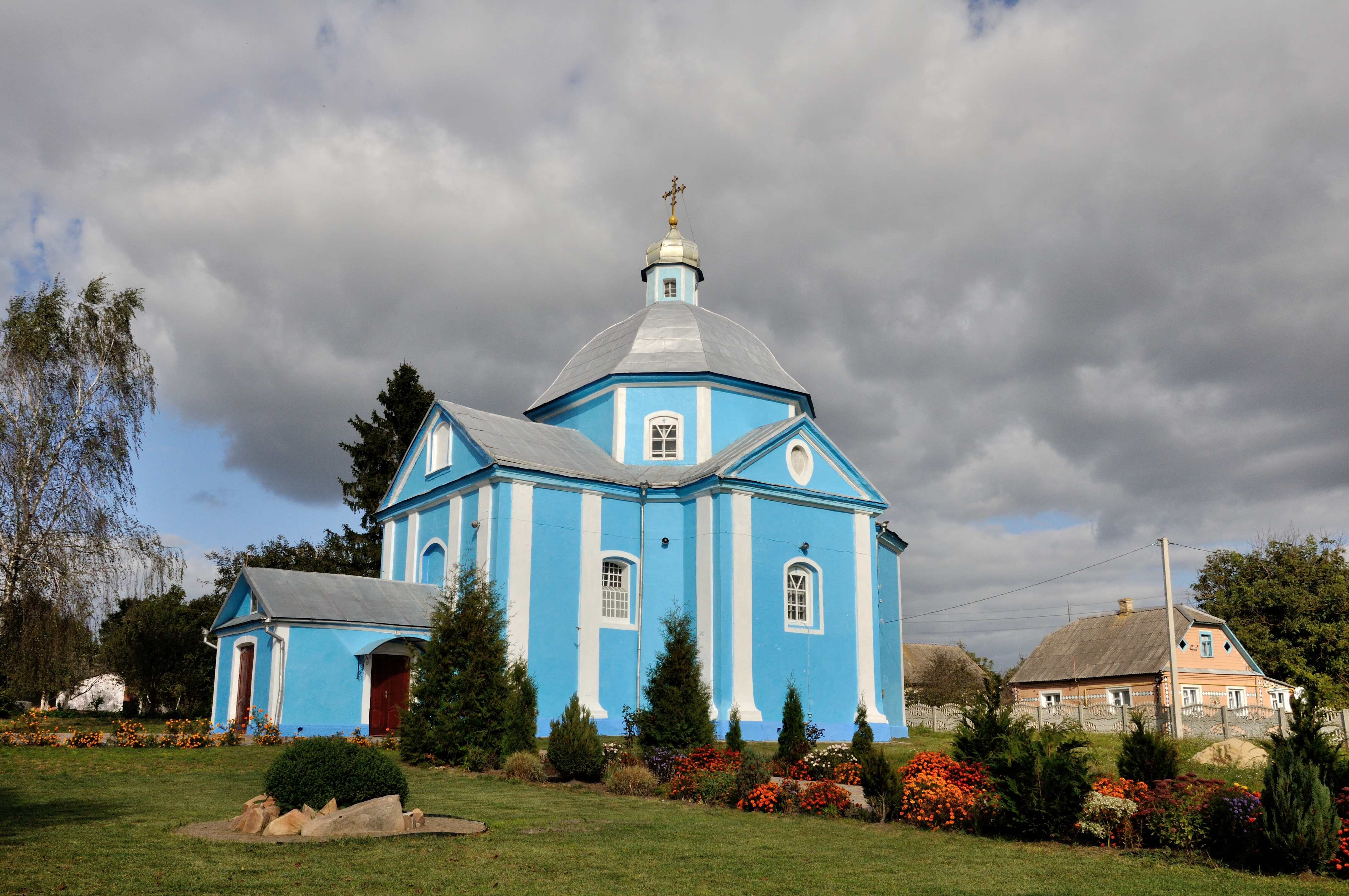
Церква (мур.)
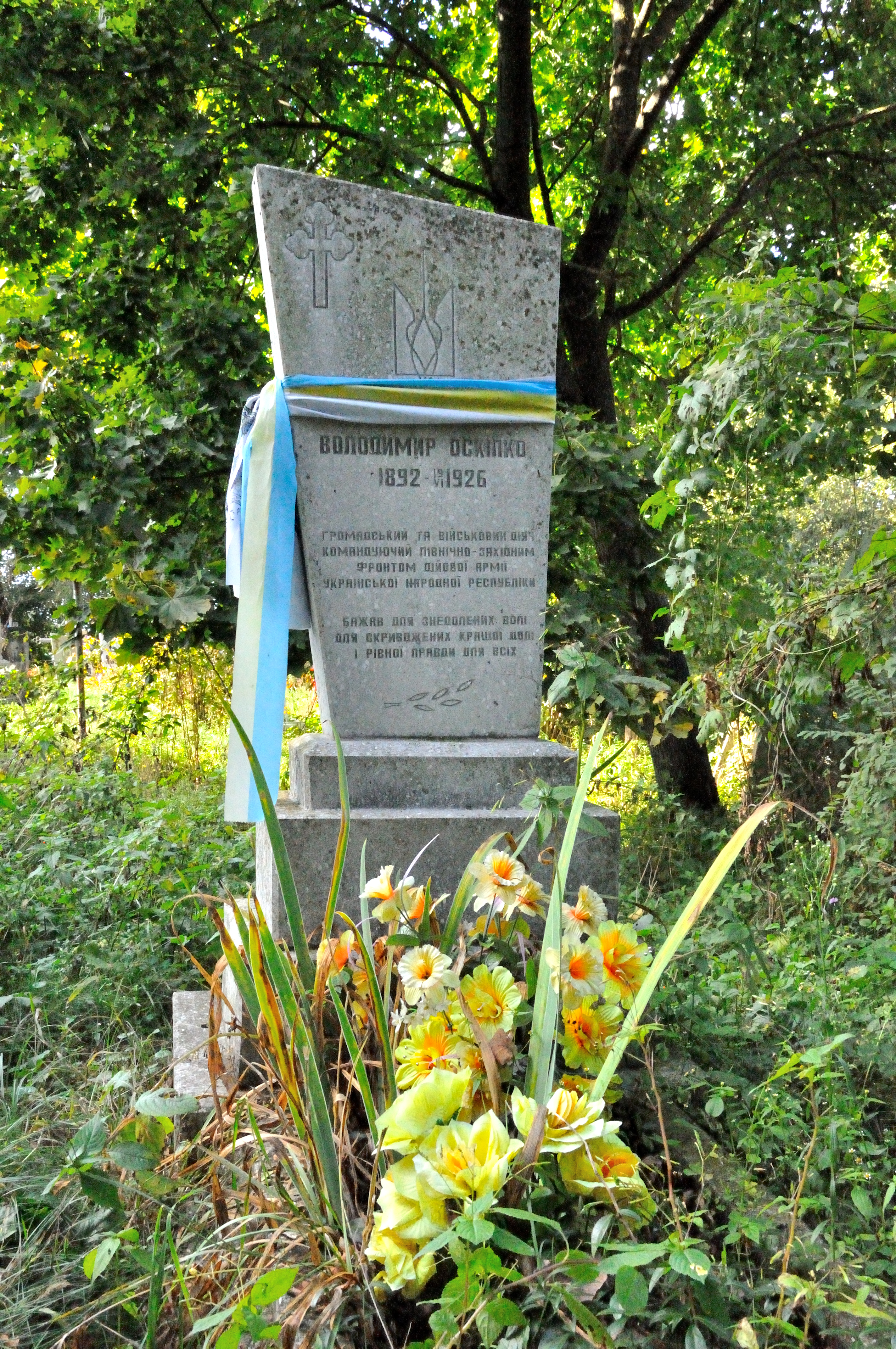
Могила громадського і військового діяча В. Оскілка, північна частина кладовища
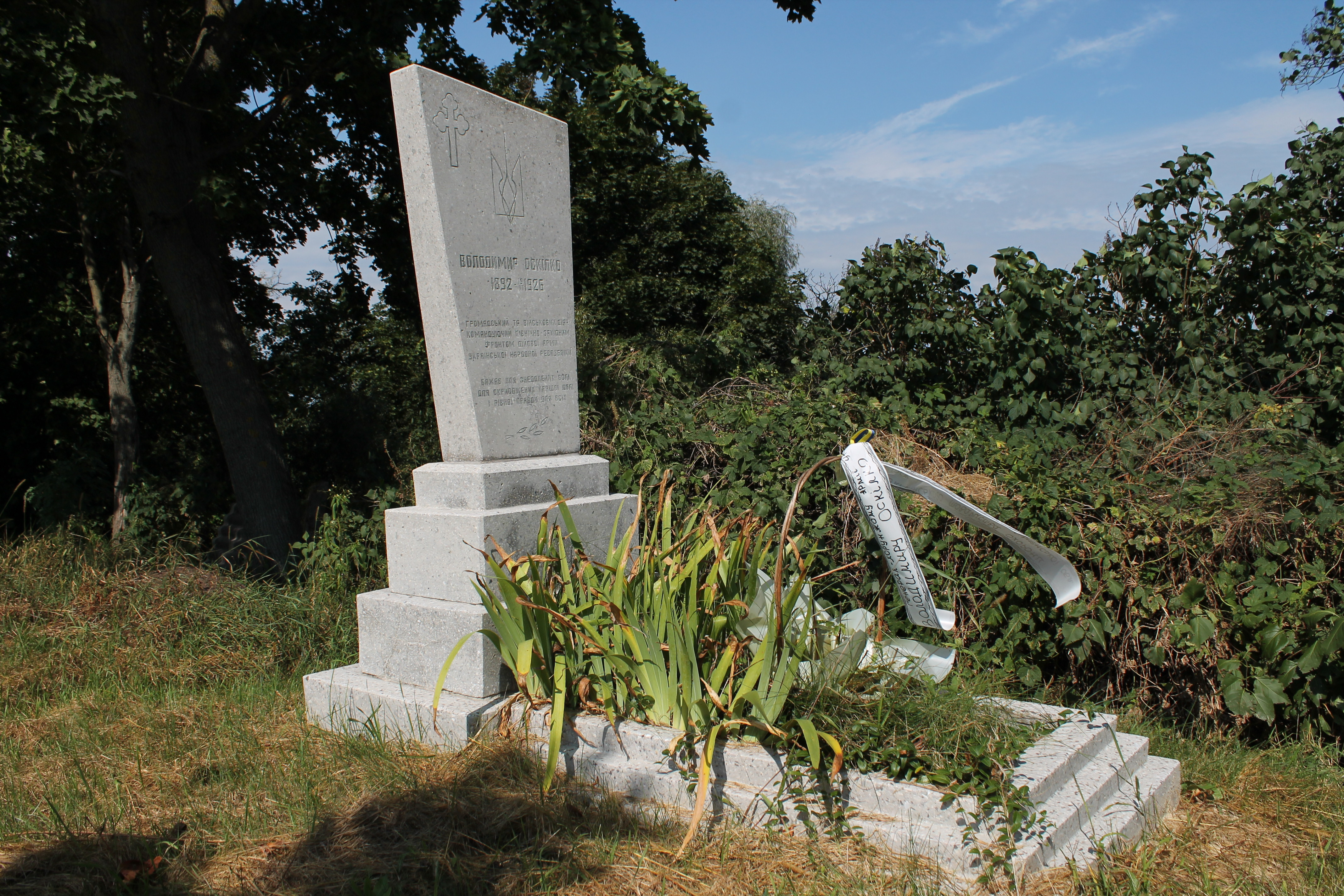
Могила військового діяча В. Оскілка